# Waycross
Waycross település az Amerikai Egyesült Államok Georgia államában, Ware megyében, melynek megyeszékhelye is. Lakosainak száma 13 942 fő (2020. április 1.).

## Népesség
A település népességének változása:

| 2010 | 14 649 |
| 2020 | 13 942 |